# Lajos Pósa
Lajos Pósa, nascut el 9 d'abril de 1850 a Radnót i mort el 9 de juliol de 1914 à Budapest, fou un escriptor de literatura infantil hongarès.